# Clásico del Centro
Als Clásico del Centro wurde in Mexiko traditionell die Begegnung zwischen dem Querétaro FC und dem San Luis FC als dem jeweils wichtigsten Fußballrepräsentanten ihres jeweiligen Bundesstaates (Querétaro und San Luis Potosí) bezeichnet. Weil die Städte der beiden Vereine (Querétaro und San Luis Potosí) an der Bundesautobahn Carretera Federal 57 liegen, wurde die Begegnung manchmal auch als Clásico de la Carretera 57 bezeichnet.
Das traurige Ende dieser Rivalität kam für die Menschen aus dem Bundesstaat San Luis Potosí durch die Veräußerung der Erstligalizenz des San Luis FC vor der Saison 2013/14, so dass der Verein nach 56-jährigem Bestehen nicht mehr existierte. Ebenso ärgerlich war für sie obendrein, dass durch das Ende des Vereins ausgerechnet der ungeliebte Rivale Querétaro FC vor dem Abstieg in die Zweitklassigkeit bewahrt wurde.
Unmittelbar nach Auflösung des San Luis FC wurde mit Atlético San Luis ein neuer Verein gegründet, der als unmittelbarer Nachfolger in die Fußstapfen seines Vorgängers trat und seitdem den Clásico del Centro mit dem Querétaro FC bestreitet.

## Geschichte

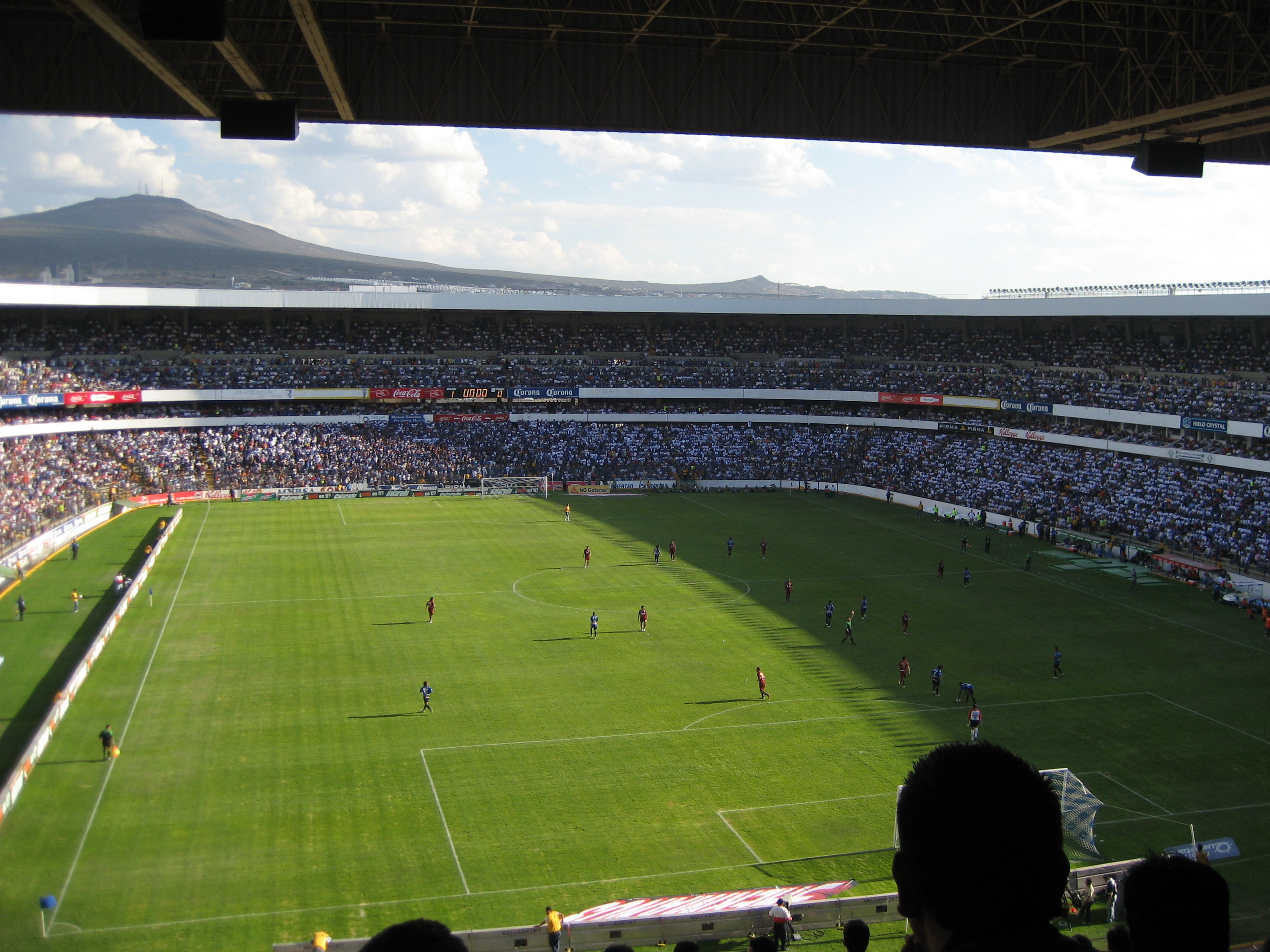
Estadio La Corregidora in Querétaro

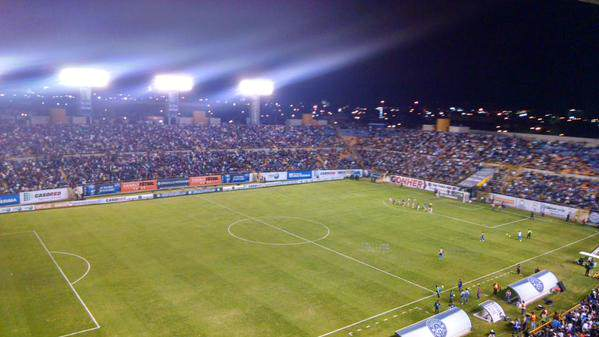
Estadio Alfonso Lastras in San Luis Potosí

Nachdem der San Luis FC zur Saison 1957/58 in die zweite Liga aufgenommen worden war, kam es erstmals zu Punktspielen beider Vereine, die vier Jahre später zum Ende der Saison 1960/61 gemeinsam aus der Liga ausstiegen und sich bis zu ihrer ebenfalls gemeinsamen Rückkehr in der Saison 1970/71 nicht mehr begegneten. Bedingt durch den unmittelbaren Aufstieg des San Luis FC in die erste Liga wurden die nächsten Begegnungen erst wieder zwischen 1974 und 1976 ausgetragen, als der San Luis FC vorübergehend in die zweite Liga zurückgefallen war.
Danach kam es allerdings ein Vierteljahrhundert lang zu keinen Punktspielbegegnungen mehr, die erst durch die Rückkehr des Querétaro FC in die zweite Liga zur Saison 2001/02 wieder in Gang gesetzt wurden und seither beinahe jährlich stattfanden. Ihr Schicksal war dabei enger verknüpft, als rivalisierende Vereine sich dies im Allgemeinen wünschen. Denn weil San Luis die Zweitligameisterschaft gewann und Querétaro die Lizenz des CF La Piedad erwarb, spielten beide Vereine in der Saison 2002/03 erstklassig und gleich am ersten Spieltag kam es erstmals in der Geschichte der mexikanischen Primera División zum Clásico del Centro, der am 4. August 2002 im Estadio La Corregidora von Querétaro ausgetragen wurde und 1:1 endete. Das Rückspiel im erst wenige Monate zuvor eröffneten Estadio Alfonso Lastras Ramírez von San Luis Potosí fand am 11. Januar 2003 statt und endete ebenfalls 1:1.
In der folgenden Saison 2003/04 gab es in der Hinrunde ein torreiches 4:4 in Querétaro und in der Rückrunde einen 3:0-Heimsieg für San Luis. Trotzdem musste San Luis am Saisonende absteigen, wurde jedoch von Querétaro begleitet, die aufgrund der Reduzierung der ersten Liga von 20 auf 18 Mannschaften ausgeladen wurden. So fanden sich beide Vereine in der Saison 2004/05 in der zweiten Liga wieder, die hinsichtlich ihrer Rivalität nicht dramatischer hätte verlaufen können. Denn beide Vereine strebten die unmittelbare Rückkehr in die höchste Spielklasse an und wurden ihrer jeweiligen Favoritenrolle insofern gerecht, als der San Luis FC die Meisterschaft der Apertura 2004 und der Querétaro FC die Meisterschaft der Clausura 2005 gewann. Weil in Mexiko pro Spielzeit nur eine Mannschaft aufsteigt, wird der Aufsteiger in einem Gesamtsaisonfinale ermittelt, in dem sich die Meister der Apertura und Clausura gegenüberstehen. Im Hinspiel setzte sich der Querétaro FC bei eigenem Heimrecht mit 2:1 durch, das Rückspiel gewann San Luis vor heimischem Publikum 1:0. Weil die Auswärtstorregel im Aufstiegsfinale nicht herangezogen wird, ging das Spiel in die Verlängerung. Durch ein Tor von Ariel González in der 106. Minute zum Endergebnis von 2:0 stieg San Luis in die erste Liga auf, während Querétaro noch ein Jahr auf die Rückkehr in die höchste Spielklasse warten musste.
So kam es in der Saison 2006/07 erneut zum Zusammentreffen der beiden Vereine in der ersten Liga und ebenso in allen vier Spielzeiten zwischen 2009 und 2013, nachdem der 2007 abgestiegene Querétaro FC in die höchste Spielklasse zurückgekehrt war und bevor sich der San Luis FC im Sommer 2013 auflöste.

## Derbys in der Primera División
In der höchsten Spielklasse trafen die beiden Kontrahenten in sieben Spielzeiten insgesamt 14 Mal aufeinander. Dabei behielten beide Mannschaften im eigenen Stadion eine reine Weste und vermieden eine Heimniederlage. Nachstehend alle Erstligaspiele und die Derbybilanz:

### Alle Begegnungen in der ersten Liga
Die folgende Tabelle listet alle Erstligaspiele, die die beiden Mannschaften gegeneinander bestritten, in chronologischer Reihenfolge auf. Der Sieger ist immer in Fettdruck ausgewiesen.
| Saison  | Datum             | Heimmannschaft | Auswärtsmannschaft | Ergebnis |
| ------- | ----------------- | -------------- | ------------------ | -------- |
| 2002/03 | 4. August 2002    | Querétaro      | San Luis           | 1:1      |
| 2002/03 | 11. Januar 2003   | San Luis       | Querétaro          | 1:1      |
| 2003/04 | 2. November 2003  | Querétaro      | San Luis           | 4:4      |
| 2003/04 | 24. April 2004    | San Luis       | Querétaro          | 3:0      |
| 2006/07 | 28. Oktober 2006  | Querétaro      | San Luis           | 2:2      |
| 2006/07 | 14. April 2007    | San Luis       | Querétaro          | 1:0      |
| 2009/10 | 14. November 2009 | Querétaro      | San Luis           | 4:0      |
| 2009/10 | 24. April 2010    | San Luis       | Querétaro          | 3:0      |
| 2010/11 | 16. Oktober 2010  | San Luis       | Querétaro          | 3:2      |
| 2010/11 | 2. April 2011     | Querétaro      | San Luis           | 3:2      |
| 2011/12 | 26. Oktober 2011  | San Luis       | Querétaro          | 2:1      |
| 2011/12 | 14. April 2012    | Querétaro      | San Luis           | 2:2      |
| 2012/13 | 27. Oktober 2012  | San Luis       | Querétaro          | 0:0      |
| 2012/13 | 20. April 2013    | Querétaro      | San Luis           | 2:1      |

### Derbystatistik in der Primera División
| Spiele | Siege San Luis | Remis | Siege Querétaro | Torverhältnis S.L. : QUER. |
| ------ | -------------- | ----- | --------------- | -------------------------- |
| 14     | 5              | 6     | 3               | 25 : 22                    |

### Heimbilanz von San Luis
| Spiele | Siege | Remis | Niederl. | Torverhältnis S.L. : QUER. |
| ------ | ----- | ----- | -------- | -------------------------- |
| 7      | 5     | 2     | 0        | 13 : 4                     |

### Heimbilanz von Querétaro
| Spiele | Siege | Remis | Niederl. | Torverhältnis QUER. : S.L. |
| ------ | ----- | ----- | -------- | -------------------------- |
| 7      | 3     | 4     | 0        | 18 : 12                    |